# Antoine-Ferdinand Attendu

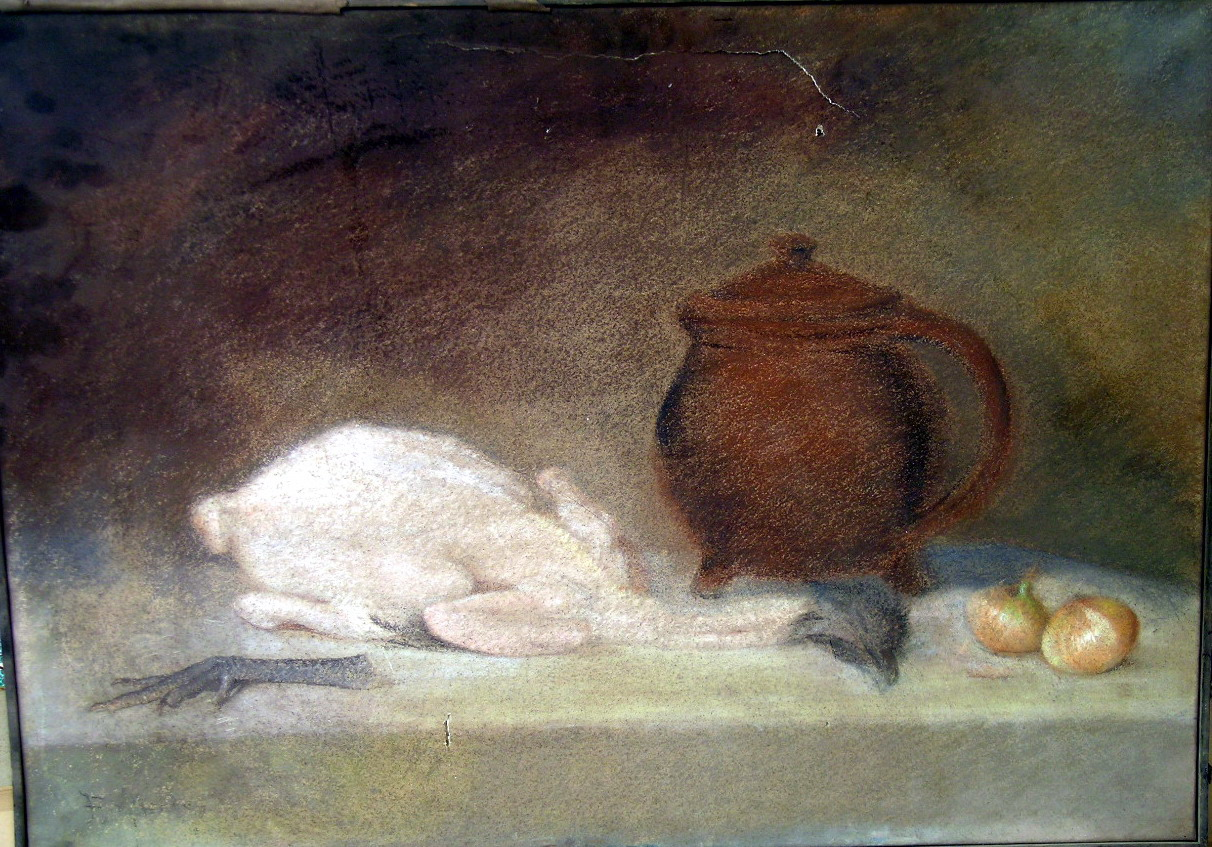
Nature morte au poulet, voor 1866, Musée de Lunéville

Antoine-Ferdinand Attendu (Parijs, 1845 - 1917) was een Frans schilder.

## Biografie
Er is zeer weinig bekend over het leven van deze schilder. Hij was een leerling van Louis Metting. Hij werkte in Parijs en Neuilly-sur-Seine. waar hij ook woonde en in het huwelijk trad in 1888.
Antoine-Ferdinand Attendu schilderde landschappen en stillevens in een naturalistische stijl. Zijn werken tonen vaak keukenattributen en etenswaren die natuurgetrouw met een effectvolle lichtval op het doek gezet werden. Hij werd toegelaten en exposeerde regelmatig op het Salon van 1878 tot 1898. Attendu is vooral bekend omdat hij een van de dertig kunstenaars was die deelnam aan de eerste impressionistententoonstelling in 1874 met zes werken hoewel hij hoegenaamd niet in de impressionistische stijl werkte. Hij exposeerde ook op het Salon du Havre van 1875 tot 1896 en op het Salon d'Hiver van 1905 tot 1908.
Jeanne Lauvernay-Petitjean (1875-1955), een schilderes van stillevens, kreeg haar opleiding bij Antoine-Fernand Attendu en René-Louis Chrétien.

## Werken
Enkele van zijn werken:
- Chez mon écaillère, getoond op het Salon, 1879
- Les langoustes, getoond op het Salon, 1879
- La valence, getoond op het Salon, 1880
- Les pommes, getoond op het Salon, 1880
- Arrivage du Mans, getoond op het Salon de la Société des artistes français, 1881
- Nature morte au poulet, Musée du château de Lunéville
- Nature morte, Musée de Cahors Henri-Martin
- Nature mortes aux armures, Rennes, musée des Beaux-Arts
- Sucy en Brie, privécollectie
- Nature morte au canard, privécollectie